# Comité révolutionnaire central
Pour les articles homonymes, voir CRC.
 (avril 2017).
Si vous disposez d'ouvrages ou d'articles de référence ou si vous connaissez des sites web de qualité traitant du thème abordé ici, merci de compléter l'article en donnant les références utiles à sa vérifiabilité et en les liant à la section « Notes et références ».
Le Comité révolutionnaire central (CRC) est un parti politique français de tendance socialiste blanquiste créé en 1881 par Édouard Vaillant, Ernest Granger et Émile Eudes. Il a partiellement essaimé en 1898 en plusieurs branches, dont l'une donnera la Section française de l'Internationale ouvrière (SFIO), ancêtre du Parti socialiste.

## Histoire

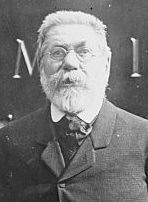
Édouard Vaillant en 1908, lors d'un hommage à la Commune de Paris au cimetière du Père-Lachaise.

Le Comité révolutionnaire central a été créé en juin 1881 par Émile Eudes pour poursuivre le combat d'Auguste Blanqui (1805-1881). Le CRC se situe dans la ligne blanquiste : activisme révolutionnaire et goût de la conspiration, athéisme et patriotisme en référence au jacobinisme de la Révolution française et socialisme.
Le CRC est composé d'entre 400 et 4 000 adhérents selon les estimations, surtout dans l'Est parisien et dans la banlieue nord et est. Le blanquisme est donc un groupuscule parmi les socialistes, qui plus est isolé et ostracisé par les autres courants. Émile Eudes, accompagné par Ernest Granger et Édouard Vaillant, dirige de fait le CRC. Les militants blanquistes sont alors considérés comme peu capables, avec une importante faiblesse idéologique. 
À partir de la reprise en main du CRC de Vaillant vers 1885, le groupe s'ouvre peu à peu en s'adaptant à la République, posant la question des problèmes économiques et en nouant une alliance électorales à Paris avec les radicaux pour permettre à Vaillant d'entrer dans le conseil municipal en 1884. L'organe de presse blanquiste Ni Dieu ni Maître, n'est qu'une feuille annuelle, qui s'arrête en 1885. C'est L'Intransigeant, dont le rédacteur en chef est Henri Rochefort, qui devient un porte-voix pour les blanquistes.
À la mort d'Eudes, en 1888, c'est Édouard Vaillant qui en prend la tête, choisissant une position de ni-ni qui est aussi un soutien implicite à Boulanger qu'il voit comme un élément perturbateur au régime. Le danger du boulangisme est nié ou minimisé. Cependant, Ernest Granger , souhaite au départ une position plus antiboulangiste avant d'accepter les voix de ceux-ci.
Évitée lors de l'élection législative partielle parisienne du 27 janvier 1889, grâce à une candidature Boulé, votée par une majorité de blanquistes et de guesdistes, la scission du CRC se produit quelques mois plus tard, en août, à l'occasion de la préparation des élections générales, quand Granger propose de ne pas présenter de blanquiste à Belleville face à son ami Rochefort, s'opposant ainsi à une autre partie du comité, dominée par les anti-boulangistes Vaillant et Chauvière, qui appuie la candidature du docteur Étienne Susini (qu'il ne faut pas confondre avec le boulangiste Paul Susini). Leur proposition n'ayant pas remporté la majorité des suffrages (par 28 voix contre 28), Granger et ses partisans quittent le comité et fondent le Comité central socialiste révolutionnaire.
Le CRC sort fragilisé par la scission d'une partie des cadres et militants qui le quittent pour suivre le général Boulanger (Henri Rochefort, Ernest Granger, Ernest Roche). 
À partir de 1890 et les révélations des Coulisses du boulangisme, le CCSR et Granger sont totalement discrédités face à l'alliance boulangiste et monarchiste. De plus, Vaillant réécrit ses choix passés en faisant de lui quelqu'un qui se méfiait dès le départ de Boulanger et c'est après avoir compris sa véritable intension qu'il a voulu s'en éloigner. Cette réinterprétation renforce l'idée que les membres du CCSR ont été aveuglés par le général mais ne permet pas le rapprochement avec les autres socialistes et surtout les radicaux. 
Après la scission boulangiste, Vaillant recentre le CRC sur l'action syndicale et l'idée de grève générale. Il est renforcé en 1896 par l'accueil d'élus et de responsables régionaux exclus du POSR de Jean Allemane (regroupés en 1897 sous le label d'Alliance communiste révolutionnaire (ACR)).

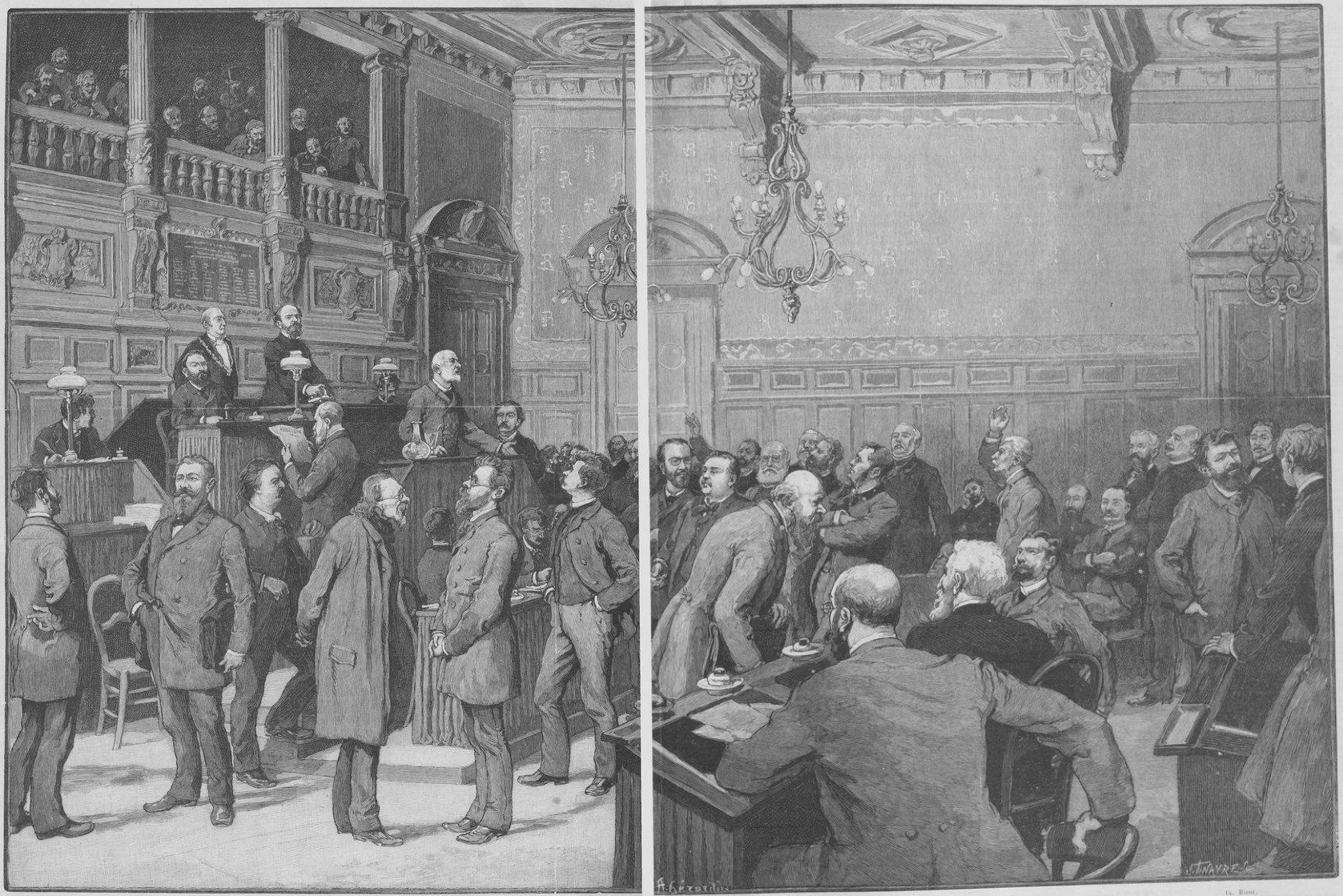
Conseil municipal de Paris, 1889

En 1898, le Comité révolutionnaire central donne naissance au Parti socialiste révolutionnaire (PSR).